# Европейская ассоциация эволюционной политической экономии
Европейская ассоциация эволюционной политической экономии (англ. The European Association for Evolutionary Political Economy, ЕАЕРЕ) — международное сообщество учёных-экономистов, основанное в Лондоне в 1988 году.
Целью ассоциации является развитие экономической теории и политики динамичными и реалистическими методами. Ассоциация поддерживает исследования в традиции таких различных авторов, как Дж. Р. Коммонс, Н. Калдор, М. Калецки, К. В. Капп, Дж. М. Кейнс, А. Маршалл, К. Маркс, Г. Мюрдаль, Э. Пенроуз, Ф. Перру, К. Поланьи, Дж. Робинсон, Й. Шумпетер, Г. А. Саймон, А. Смит, Т. Веблен и М. Вебер.
Ассоциация проводит ежегодные конференции с 1989 года. Последние конференции прошли: 2004 — о. Крит (Греция); 2005 — Бремен; XVIII конференция прошла с 2 по 4 ноября 2006 года в Стамбуле; XIX пройдёт с 1 по 3 ноября 2007 в Порту.
С 2006 года ассоциация проводит научные симпозиумы. Первый из них состоялся в Санкт-Петербурге с 29 июня по 1 июля.
Общество ежегодно присуждает 3 премии:
- Премию В. Каппа[англ.] (€2000) — за лучшую публикацию на темы институциональной экономики;
- Премию Г. Мюрдаля (€2000) — за лучшую монографию на ту же тему;
- Премию молодому экономисту им. Г. Саймона (€1000) — за лучший доклад молодого экономиста на конференции общества.

Почётными президентами ассоциации являются известные экономисты: Я. Корнаи, Р. Нельсон, Д. Норт, Л. Пазинетти, К. Ротшильд.

## Journal of Institutional Economics
С 2005 года общество издаёт Journal of Institutional Economics (JIE) — специализированное научное издание (Великобритания), которое занимает по импакт-фактору 361 место (на 19 мая 2018) среди крупнейших международных экономических журналов.
В журнале публикуются работы, посвящённые исследованию природы, роли и эволюции учреждений в экономике, включая фирмы, государства, рынки, деньги, домохозяйства и другие учреждения и организации.
С 2014 года журнал открыл ежегодный конкурс имени Элинор Остром на лучшую статью в журнале.
Периодичность выхода журнала: 3 номера в год.